# Tessère de Cocomama
Cocomama Tessera
Pour les articles homonymes, voir Cocomama.
La tessère de Cocomama (désignation internationale : Cocomama Tessera) est un terrain polygonal situé sur Vénus dans le quadrangle de Lada Terra. Il a été nommé en référence à Cocomama, une déesse du bonheur dans la mythologie inca.